# العلاقات الإندونيسية المغربية
العلاقات الإندونيسية المغربية تشير إلى العلاقات الثنائية  بين إندونيسيا والمغرب. كلا البلدين هما ذو أغلبية مسلمة، إندونيسيا أكبر دولة في العالم الإسلامي من حيث عدد السكان.
أقيمت العلاقات الدبلوماسية بين البلدين في 19 أبريل عام 1960. إندونيسيا لها سفارة في الرباط وقنصلية في الدار البيضاء، في حين أن المغرب لديه سفارة في جاكرتا. كلا البلدين أعضاء في: منظمة التجارة العالمية، حركة عدم الانحياز ومنظمة التعاون الإسلامي.

## التاريخ
الروابط التاريخية بين المغرب وإندونيسيا تعود إلى القرن 14، عندما زار الرحالة المغربي ابن بطوطة في 1345 محكمة سلطنة ساموديرا باساي.
في عام 1955، قامت إندونيسيا بتنظيم المؤتمر الآسيوي الأفريقي التي دعت فيه إلى استقلال كل من البلدان الآسيوية والأفريقية من الاستعمار الأوروبي. وأخذ المغرب استقلاله عن فرنسا في 18 تشرين الثاني / نوفمبر 1956. وفي 2 مايو عام 1960 قام الرئيس الإندونيسي أحمد سوكارنو بزيارة المغرب، كما قام بزيارة مجاملة إلى الملك محمد الخامس. وفي عام 2008، قام وزير الخارجية الاندونيسي حسن ويراجودا بزيارة المغرب. وفي مارس 2009 قام رئيس الوزراء المغربي عباس الفاسي بزيارة لإندونيسيا.
في 21 سبتمبر 1990 وُقِّعت اتفاقية  للتوأمة بين مدينة الدار البيضاء وجاكرتا .

## العلاقات الاقتصادية
في 12 مارس 2013 اتفق المغرب وإندونيسيا على إنشاء اللجنة المشتركة  لتحسين العلاقات في مجال الاستثمار والسياحة والتجارة والموارد البشرية والقطاعات، وذلك خلال الزيارة التي قامت بها وزيرة السياحة الإندونيسية ماري إلكا بانجيستو في لقاءها مع وزير الشؤون الخارجية والتعاون المغربي سعد الدين العثماني ووزير السياحة لحسن حداد.
  حجم التجارة بين البلدين ارتفع من 35.99 دولار مليون دولار في عام 2003 إلى 109.31 مليون دولار في عام 2008.
تتمثل الواردات الإندونيسية من المغرب خاصة في الفوسفات التي تعتبر المادة الرئيسية في إنتاج الأسمدة. أما الواردات المغربية من إندونيسيا فتتمثل في الكيماويات، الحديد الصلب، القهوة، المطاط الطبيعي، الأواني الزجاجية، زيت النخيل، التوابل، الشاي، الأثاث.

## وصلات خارجية
- سفارة جمهورية إندونيسيا في الرباط، المغرب